# Rinaldo Ruatti
Rinaldo Ruatti (Cortina d'Ampezzo, 19 gennaio 1930 – Cortina d'Ampezzo, 30 settembre 2020) è stato un bobbista italiano, atleta ampezzano attivo negli anni sessanta.

## Biografia
Iniziò a praticare lo sport del bob fin dalla gioventù, inizialmente utilizzando pseudonimi (Don Pedro, Caviglia, ecc.) per non farsi riconoscere dal padre, che era contrario a tale sport pericoloso. Nel 1961 vinse i campionati italiani di bob a quattro.
Per tre anni fece parte della nazionale italiana di bob ottenendo ottimi risultati, ed arrivando nel 1962 a vincere i Campionati mondiali di bob a due con Enrico De Lorenzo e nel 1965 a vincere una medaglia d'argento sempre nei campionati mondiali di bob a due.
Nel 1968 partecipò ai X Giochi olimpici invernali sempre nel bob a due, classificandosi al 12º posto.
Terminata l'attività sportiva, gestì a Cortina d'Amoezzo l'albergo Trieste con la moglie Vally Pinazza e i figli Patrizia, Sandra ed Andrea. Fu anche consigliere comunale.